# Klasse van kleine zeggen
De klasse van kleine zeggen (Parvocaricetea) is een klasse van syntaxa die typisch zijn voor mesotrofe, minerotrofe moerassen waarin laagblijvende cypergrassen domineren.

## Naamgeving en codering
- Natura2000-habitattypecode (EU-code): H7140
- Syntaxoncode voor Nederland (rVvN): r09

De wetenschappelijke naam Parvocaricetea is afgeleid van de botanische naam van het geslacht zegge (Carex). Het prefix parvo betekent 'klein' en verwijst naar het hoge aandeel van kleine zeggesoorten in de gemeenschappen uit deze klasse.

## Onderliggende syntaxa in Nederland en Vlaanderen
In Nederland en Vlaanderen wordt de klasse van kleine zeggen vertegenwoordigd door een tweetal orden met allebei één onderliggend verbond.
- - orde van zwarte zegge (Caricetalia nigrae)
    - verbond van zwarte zegge (Caricion nigrae)
      - associatie van drienervige en zwarte zegge (Caricetum trinervi-nigrae)
      - veenmosrietland (Pallavicinio-Sphagnetum)
      - associatie van moerasstruisgras en zompzegge (Carici curtae-Agrostietum caninae)

  - knopbies-orde (Caricetalia davallianae)
    - knopbies-verbond (Caricion davallianae)
      - associatie van schorpioenmos en ronde zegge (Scorpidio-Caricetum diandrae)
      - associatie van vetblad en vlozegge (Campylio-Caricetum dioicae)
      - associatie van duinrus en parnassia (Parnassio-Juncetum atricapilli)
      - knopbies-associatie (Junco baltici-Schoenetum nigricantis)
      - associatie van bonte paardenstaart en moeraswespenorchis (Equiseto variegati-Salicetum repentis)

- derivaatgemeenschap met cranberry (DG Vaccinium macrocarpon-[Parvocaricetea])
- rompgemeenschap met zwarte zegge en moerasstruisgras (RG Carex nigra-Agrostis canina-[Caricion nigrae])
- rompgemeenschap met pijpenstrootje (RG Molinia caerulea-[Caricion nigrae])
- rompgemeenschap met gewoon haarmos (RG Polytrichum commune-[Caricion nigrae])
- rompgemeenschap met hennegras (RG Calamagrostis canescens-[Caricetalia nigrae])
- rompgemeenschap met snavelzegge (RG Carex rostrata-[Caricetalia nigrae/Phragmitetea])
- rompgemeenschap met waterdrieblad (RG Menyanthes trifoliata-[Caricion davallianae/Molinietalia])
- rompgemeenschap met armbloemige waterbies (RG Eleocharis quinqueflora-[Parvocaricetea])
- rompgemeenschap met gewone waterbies (RG Eleocharis palustris-[Parvocaricetea])
- rompgemeenschap met dwergzegge (RG Carex oederi-[Parvocaricetea])
- rompgemeenschap met geelgroene zegge (RG Carex demissa-[Parvocaricetea])
- rompgemeenschap met watermunt en gewone waternavel (RG Mentha aquatica-Hydroctyle vulgaris-[Parvocaricetea])
- rompgemeenschap met tweerijige zegge (RG Carex disticha-[Parvocaricetea])
- rompgemeenschap met duinriet en addertong (RG Calamagrostis epigejos-Ophioglossum vulgatum-[Parvocaricetea])
- rompgemeenschap met paddenrus en kruipwilg (RG Juncus subnodulosus-Salix repens-[Parvocaricetea/Phragmitetea])
- rompgemeenschap met zeegroene zegge (RG Carex flacca-[Parvocaricetea/Molinio-Arrhenatheretea])

## Fotogalerij

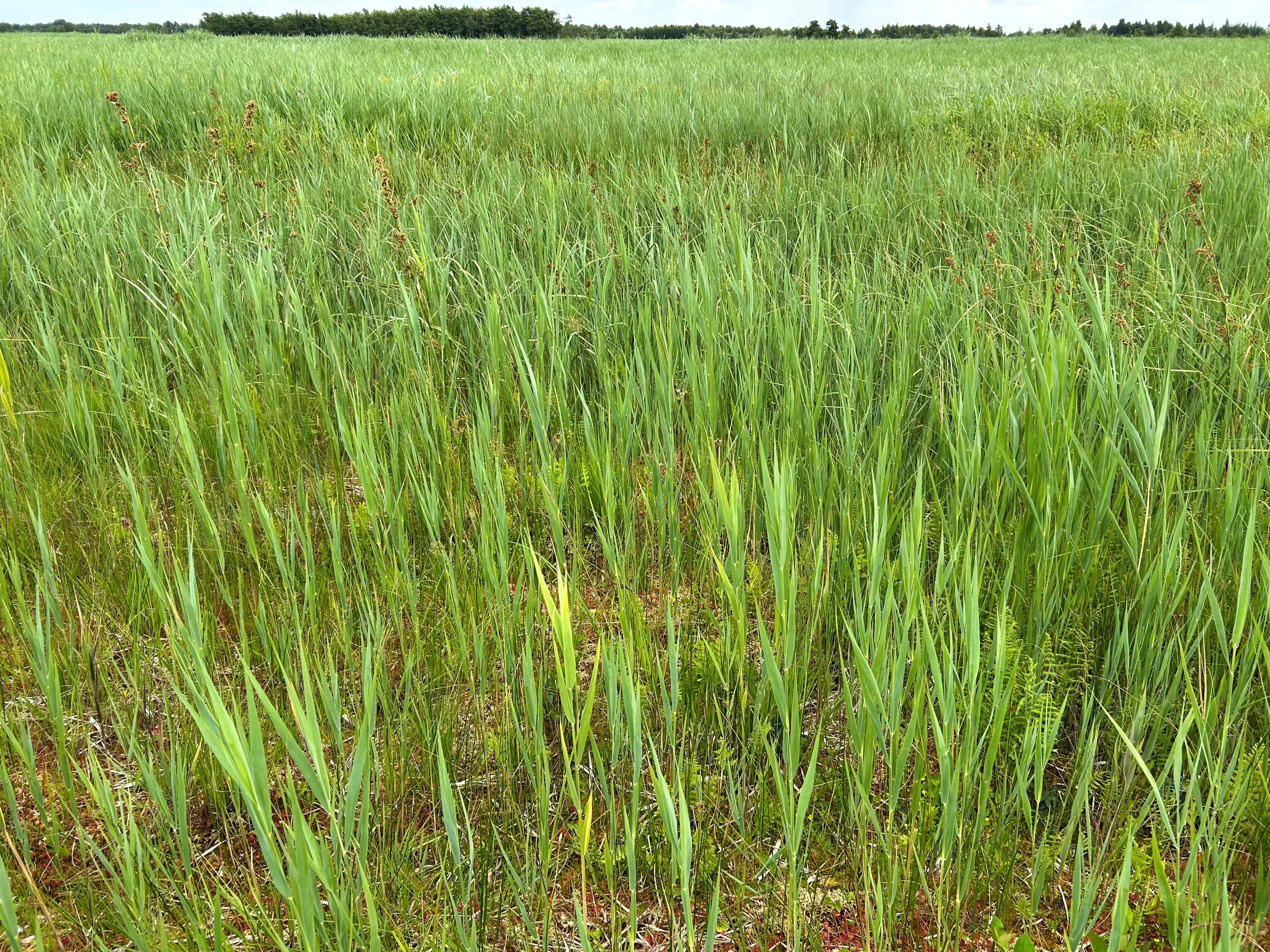
Het veenmosrietland.
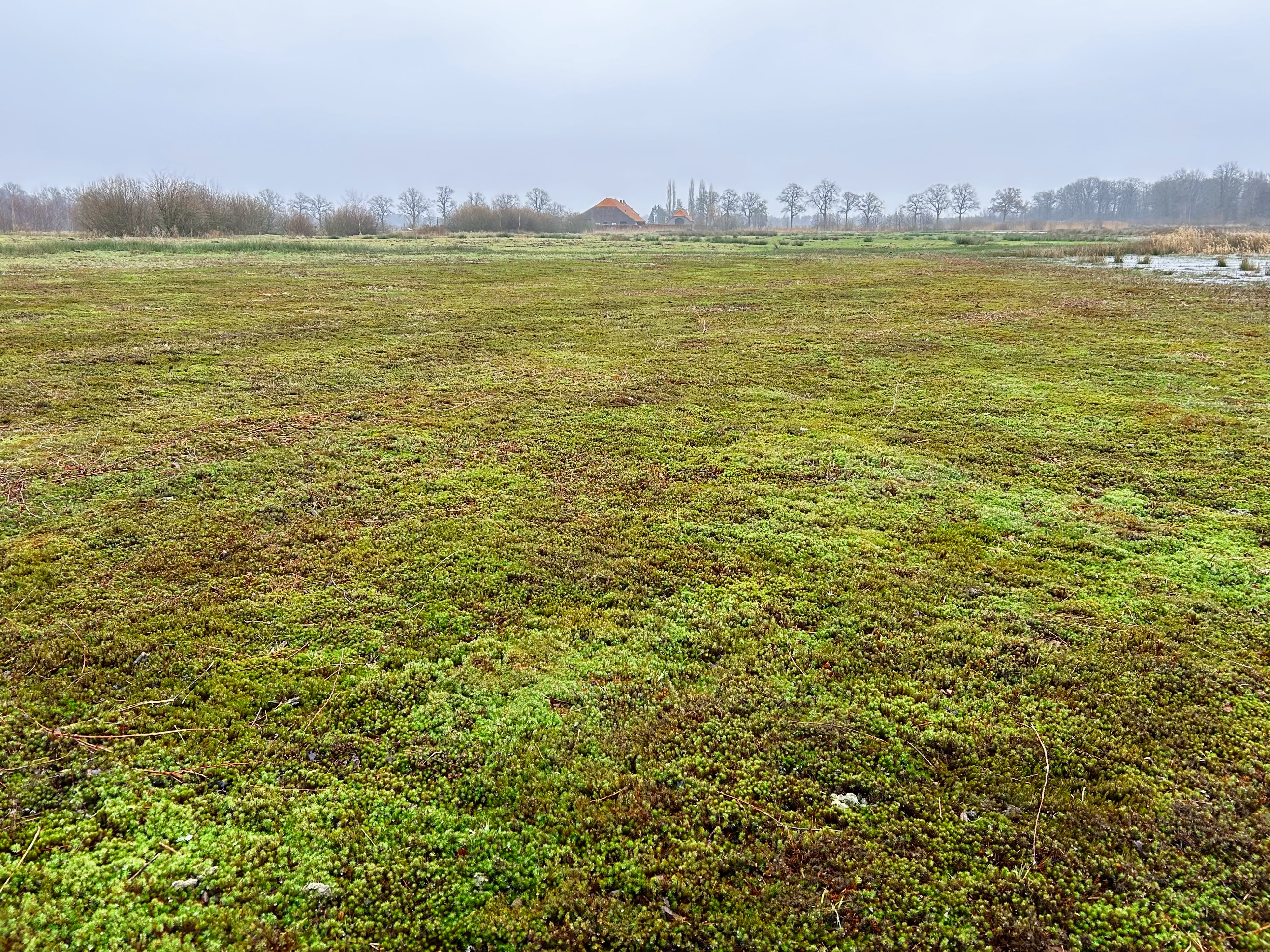
Een rompgemeenschap met gewoon haarmos.